# Nur ein Ladenmädchen

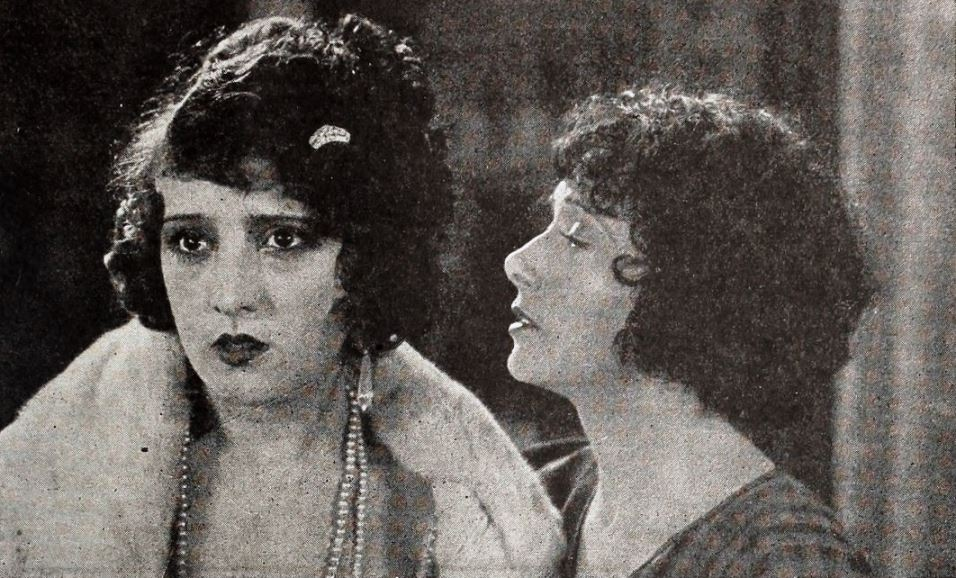
Standbild aus Only a Shop Girl (1922)

Nur ein Ladenmädchen ist ein US-amerikanischer Kriminalfilm aus dem Jahr 1922 von Edward LeSaint mit Estelle Taylor und Mae Busch in den Hauptrollen. Der Stummfilm wurde von CBS Film Sales, dem Vorläufer von Columbia Pictures, produziert und basiert auf dem Bühnenstück Only a Shop Girl von Charles E. Blaney.

## Handlung
Gerade aus dem Gefängnis entlassen besucht Danny Mulvey seine Freundin Josie Jerome und findet heraus, dass seine Schwester Mame mit dem Kaufhausbesitzer James Watkins liiert ist. Watkins wird ermordet, während er Josie Avancen macht. Um Josie zu schützen, nimmt Danny Schuld auf sich. Mame, die in der Nacht des Mordes bei einem Brand ihres Mietshauses lebensgefährlich verletzt wurde, macht auf dem Sterbebett ein Geständnis, das Danny entlastet.

## Veröffentlichung
Die Premiere des Films fand am 5. Dezember 1922 in Newark statt. Im Deutschen Reich kam er im August 1924 in die Kinos.